# Kazimierz Ślizowski
Kazimierz Ślizowski (ur. 13 marca 1931 w Krakowie, zm. 18 grudnia 1991) – polski piłkarz występujący na pozycji pomocnika. Występował w barwach krakowskich zespołów Wisły, Hutnika i Korony.
Pierwszy mąż Barbary Ślizowskiej. Został pochowany na cmentarzu Batowickim w Krakowie (kwatera: CLXXXVIII, rząd: 1, miejsce: 16)